# Guillaume Duhesme
Pour les articles homonymes, voir Duhesme.
Ne doit pas être confondu avec Guillaume Philibert Duhesme.
Guillaume Duhesme est un acteur et réalisateur français.

## Filmographie

### Cinéma

#### Longs métrages
- 2016 : Le Passé devant nous de Nathalie Teirlinck : Arnaud
- 2017 : Le Brio d'Yvan Attal : Le conducteur
- 2019 : Le Chant du loup d'Antonin Baudry : Un homme du SNA
- 2019 : Noise de Jérémy Laval : Vincent
- 2020 : Terrible Jungle d'Hugo Benamozig et David Caviglioli : Maréchal-des-logis Yannick
- 2021 : Tout s'est bien passé de François Ozon : L'inspecteur de police
- 2021 : Sentinelle de Julien Leclercq : Le Lieutenant-Colonel
- 2022 : Ténor de Claude Zidi Jr. : Didier
- 2022 : Krump de Cédric Bourgeois : Olaf
- 2024 : Quitter la nuit de Delphine Girard : Dary Menais
- 2024 : Le Dossier Maldoror de Fabrice Du Welz : Dardenne
- 2025 : Prosper de Yohann Gloaguen : Boris

#### Courts métrages
- 2014 : Loos-en-Gohelle : Conduite accompagnée de Mike Zonnenberg : Teddy Wytteman
- 2014 : Après coups de Jean-Paul Figasso : Serge
- 2015 : Le Sommeil des Amazones de Bérangère McNeese : L'homme du métro
- 2015 : Braquage Sérénade de Guillaume De Ginestel : Le braqueur amoureux
- 2017 : Les Corps purs de Bérangère McNeese et Guillaume De Ginestel : Julien
- 2017 : La Ligne d'horizon de Guillaume Fabre-Luce : Cosimo
- 2018 : Une sœur de Delphine Girard : Dary
- 2019 : Matriochkas de Bérangère McNeese : Nelson
- 2019 : Spooning de Sarah Heitz de Chabaneix : Fred
- 2020 : Nique Verlainede Viktor Miletic : Hercules
- 2023 : Dérive de Fanny Chesnel
- 2023 : L'Autre de Viktor Miletic
- 2024 : Un jeune amour de Viktor Miletic

### Télévision

#### Séries télévisées
- 2018 : Noces rouges : William
- 2019 : Osmosis : Un policier
- 2021 : Capitaine Marleau : François Mendieta
- 2023 : LT-21 : Commandant Berthot
- 2024 : Knok : Philippe

#### Téléfilms
- 2020 : Apprendre à t'aimer de Stéphanie Pillonca : Laurent
- 2022 : Le Souffle du dragon de Stéphanie Pillonca : Guillaume
- 2022 : Handigang de Stéphanie Pillonca : Le formateur F1

## Distinctions
- 2019 : Oxford International Film Festival : Meilleur acteur pour Noise[1]
- 2019 : Sydney Indie Film Festival : Meilleur acteur pour Noise
- 2020 : Manchester International Film Festival (MANIFF) : Meilleur acteur pour Noise
- 2020 : Nikon Film Festival : Prix d'interprétation masculine pour Spooning